# Antoine Martinez (militaire)
Pour les articles homonymes, voir Antoine Martinez (homonymie) et Martinez.
Antoine Martinez, né le 17 janvier 1948, est un général puis militant d'extrême droite français. Il est le président du parti Volontaires pour la France (VPF) depuis 2016.
Général de brigade dans l'Armée de l'air à la retraite depuis 2005, il s'engage en politique en 2015. Avec l'homme politique Yvan Blot, il fonde Volontaires pour la France, qui réunit essentiellement des anciens militaires et policiers et défend une ligne radicalement anti-islam, anti-immigration et nationaliste. Il gagne en puissance après les attentats du 13 novembre 2015. Des militants plus radicaux scissionnent en 2017 pour former l'Action des forces opérationnelles.
Antoine Martinez accède à la notoriété médiatique par sa participation à des « tribunes de généraux », signées notamment aux côtés de Christian Piquemal et Didier Tauzin et qui critiquent la gestion de l'immigration par François Hollande puis Emmanuel Macron. Martinez est aussi membre du Conseil national de la résistance européenne, fondé par l'identitaire Renaud Camus et décrit comme prorusse.

## Carrière militaire
Antoine François Martinez naît en 1948 et passe son enfance à Oran, en Algérie française.
Général de brigade de l'Armée de l'air, il intègre en 2005 la deuxième section (réserviste ayant quitté le service actif). En 2018, il réside à Nice, dans les Alpes-Maritimes.
Il figure parmi les cadres de l'Association des officiers de réserve (membre de l'Union nationale des officiers de réserve), une association d'officiers à la retraite dans les Pyrénées-Orientales, dont il est reconduit à la présidence en 2013.

## Militantisme politique

### Volontaires pour la France
Aux côtés d'Yvan Blot, cofondateur du Carrefour de l'horloge puis député européen du Front national durant les années 1990, Antoine Martinez cofonde durant l'été 2015 « Volontaires pour la France »,. Essentiellement composée d'anciens membres de l'armée et de la police,, l'objectif de l'organisation politique d'extrême droite est de « combattre » l'« islamisation » et l'« africanisation » de l'Europe pour « défendre l'identité française », et de lutter contre les lobbies internationaux qui auraient « capturé » le pouvoir démocratique.
Née sur Internet, elle organise son premier évènement en octobre 2015 en région Provence-Alpes-Côte d'Azur et gagne en puissance à la suite des attentats du 13-Novembre. Après le dépôt de marque en novembre 2015, l'organisation est constituée en association loi de 1901 en octobre 2016 à Ingré (Loiret), par Gérard Hardy, (puis en parti politique entre 2017 et 2018,). Martinez et Blot en prennent la présidence. Après le décès d'Yvan Blot survenu en 2018, Antoine Martinez assure seul la présidence.
Les VPF revendiquent 800 membres en 2018, Mediapart en avance seulement 50. Le parti recense une liste de « Volontaires d'honneur », qui témoigne du caractère ethnoculturel de son nationalisme. Elle recense des militants anti-islam, national-catholiques traditionalistes ou ultra-conservateurs : le père Guy Pagès (en), le frère Thierry, les Américains Steve King et Rosine Ghawji, le général Christian Piquemal, l'ancien député Christian Vanneste et Renaud Camus, propagateur de la théorie conspirationniste du grand remplacement,,, dont Antoine Martinez est membre du Conseil national de la résistance européenne qu'il a fondé en 2017.

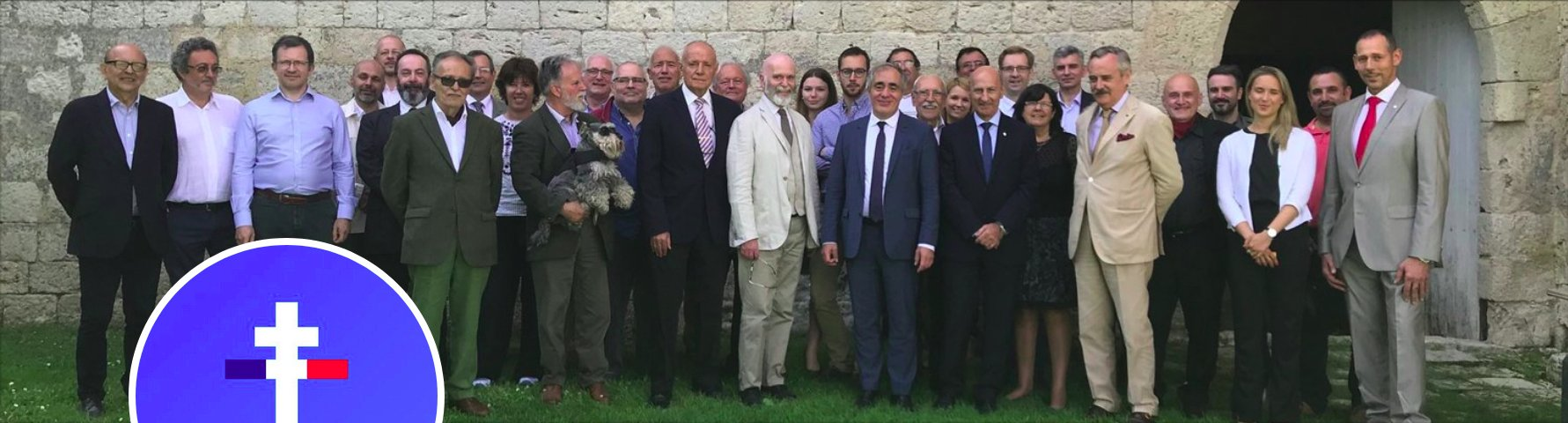
Antoine Martinez (10e en partant de la droite) lors d'une réunion du Conseil national de la résistance européenne en 2018, aux côtés notamment de Christian Piquemal, Christian Vanneste, Renaud Camus, Damien Rieu, Karim Ouchikh et Richard Roudier.

Les Volontaires pour la France cultivent une idée militaire et affirment ne pas être une milice. Ils annoncent sur le site web que « les Volontaires peuvent se former, s'instruire, s'entraîner grâce à des journées, des week-ends ou des séminaires de formation organisés par les cadres de l'organisation et animés par des spécialistes dans tous les domaines ».
Sous le coup d'une enquête de la Direction générale de la Sécurité intérieure, les Volontaires pour la France se constituent en association en 2016. Une fracture se tend entre les dirigeants, qui souhaitent inscrire leur militantisme dans un cadre légal, et des militants qui souhaitent passer à l'acte. L'année suivante, mené par les recruteurs Guy Sibra (qui siège au conseil d'administration) et Dominique Compain, un groupe de militants fait scission pour fonder l'Action des forces opérationnelles,,. Le groupe est démantelé et arrêté en 2018, accusé de projeter un attentat contre les musulmans,.
Antoine Martinez présente sa candidature à l'élection présidentielle de 2022 le 12 juillet 2020. Dans sa déclaration, il estime la France « fracturée, défigurée, martyrisée », dans un « combat » qui « ne peut être que souverainiste, identitaire, et culturel » et souhaite « provoquer le sursaut national indispensable au rétablissement d'un État fort », « hors des partis politiques ». Il bénéficie du soutien du général Christian Piquemal.
Les VPF présentent des listes aux élections régionales de 2021 en Bretagne, conduites par Yves Chauvel et étiquetées souverainistes,. Elle obtiennent 0,07 % des voix exprimées à l'échelle régionale.

### Pétitions médiatiques anti-immigration et anti-islam
Antoine Martinez se fait remarquer en signant en 2016 une lettre ouverte à destination du président de la République François Hollande critiquant la gestion de la crise migratoire à Calais, aux côtés d'Yvan Blot et des généraux Pierre Coursier et de Jean du Verdier. Ils affirment que Calais serait devenue une zone de non-droit « abandonnée de facto par les autorités de la République » face à l'entrée « massive » de « migrants illégaux » qui feraient subir aux Calaisiens « une situation existentielle désastreuse » « dans la terreur des bandes mafieuses », alors qu'ils devraient bénéficier de la protection du président, « garant de l'intégrité du territoire ». Ils demandent des modifications des traités sur les frontières du Touquet et de Schengen. Cette sortie de son devoir de réserve vaut à Martinez des menaces de sanction du ministère de la Défense. Elle a pour origine la participation polémique du général de deuxième section Christian Piquemal à une manifestation anti-immigration de Pegida France à Calais, pour laquelle il sera radié des cadres de l'armée. Martinez fonde et préside son comité de soutien.
Après avoir appelé à manifester au sein du mouvement des Gilets jaunes le 17 novembre 2018, il est à l'initiative d'une lettre ouverte au président Emmanuel Macron écrite par le général Didier Tauzin. La lettre dénonce le pacte mondial sur les migrations, dit « pacte de Marrakech »,, qui établit un cadre de coopération international juridiquement non contraignant, en affirmant que le pacte causerait plutôt une perte de souveraineté nationale sur les politiques de migration et accuse le président de la République de « trahison ». Elle reçoit les signatures d'une douzaine de militaires haut gradés, dont Christian Piquemal, ainsi que de l'ancien ministre de la Défense Charles Millon ; la tribune est massivement relayée par plusieurs groupes de Gilets jaunes.
En avril 2021, Antoine Martinez signe une tribune avec dix-sept autres généraux à la retraite publiée par le magazine d'extrême droite Valeurs actuelles (dont Christian Piquemal et plusieurs signataires de sa lettre ouverte de 2018 et un second membre des VPF, le général Roland Dubois). Ils y dénoncent un « délitement » de la nation, pour laquelle il faudrait « l'éradication » immédiate de « l'islamisme et les hordes de banlieue », à défaut de quoi « la guerre civile mettra un terme à ce chaos croissant ». La tribune, signée essentiellement par des officiers à la retraite d'extrême droite et proche des milieux conspirationnistes, fait polémique,,,.

### Idées politiques
Antoine Martinez récuse les étiquettes de radical ou d'ultradroite pour celles de patriote ou de « droite sans complexe ». Il affirme défendre l'« héritage culturel » de la France, issu de la « culture gréco-latin et la religion chrétienne », pour que le pays « retrouve sa grandeur et sa puissance » et « redevienne un phare de l'humanité ».
Il affirme des idées hostiles à l'immigration et l'islam, qu'il ne considère « absolument pas » compatible avec la République française. Il considère les migrants comme une « menace » pesant sur la « nation », évoquant une « submersion migratoire » et déclarant qu'« il y a dans notre pays plus de deux millions de musulmans radicalisés prêts à basculer au signal djihadiste ». Il se considère comme « lanceur d'alerte » pour ses déclarations publiques sur ce sujet ; d'après lui, le « devoir d'expression prime sur le devoir de réserve » et il accuse l'État de ne respecter ni la Constitution ni les lois républicaines.
Dans son projet présidentiel pour 2022, Antoine Martinez prévoit l'interdiction du hidjab dans l'espace public et la « fermeture immédiate des mosquées fréristes, salafistes, tablighs, wahhabites et turques ». Il souhaite la déchéance de nationalité et l'expulsion pour les binationaux auteurs de délit, avec leurs familles, car selon lui « tout est lié » ainsi que la préférence nationale pour les prestations sociales et la suppression de la double nationalité hors pays européens. Il prévoit aussi l'arrêt total de l'immigration en-dehors de l'Europe et l'expulsion des clandestins dans leur pays d'origine.
Il affirme se retrouver dans la vision politique du groupe de Visegrád, une organisation intergouvernementale d'Europe de l'Est, et en particulier du chef du gouvernement hongrois Viktor Orbán, dont il est « parfaitement d'accord avec les décisions [...] sur cette affaire du genre et des LGBT. Il faut protéger nos enfants de ces dérives délirantes. »
Différentes sources, dont le magazine Challenges, dans une enquête qualifiée de « particulièrement bien documentée » et celle du journaliste Nicolas Quénel, confirmées par des sources au sein de l'armée et du renseignement des armées, le placent parmi les militaires prorusses, sous influence de la propagande du Kremlin, admirateurs de Vladimir Poutine,.

## Publications
- Devoir d'expression d'un citoyen (pas) ordinaire, Nantes, Éditions Amalthée, 2012, 237 p. (ISBN 978-2-310-01314-7)
- Quand la Grande Muette prendra la parole  (préf. Ivan Rioufol), Éditions Apopsix, 2017, 400 p. (ISBN 978-2-3597-9135-8)

## Décorations
- Officier de la Légion d'honneur en 2004, chevalier en 1995[2]
- Officier de l'ordre national du Mérite en 1999, chevalier en 1990[31]